# Ferme de la Madeleine (Provins)
Pour les articles homonymes, voir Madeleine.
La ferme de la Madeleine est une ferme située à Provins, en France.

## Localisation
La ferme est située sur la ville-haute de Provins, dans le département français de Seine-et-Marne. Elle occupe un emplacement à l'intérieur des remparts, entre les rues de Jouy, de la Madeleine et du Vieux-Minage.

## Historique
La tourelle d'angle et les salles voûtées de l'édifice sont inscrits au titre des monuments historiques en 1932.